# Frank Crowninshield
Pour les articles homonymes, voir Crowninshield.
Francis Welch Crowninshield, mieux connu sous le nom de Frank ou Crownie, né le 24 juin 1872 à Paris (France) et mort le 28 décembre 1947 à Manhattan (New York, États-Unis, est un journaliste et critique d'art et théâtral américain. 
Il est connu pour avoir développé et édité le magazine Vanity Fair pendant 21 ans, le rendant une revue littéraire prééminente.

## Biographie
Frank Crowninshield est fils de l'artiste Frederic Crowninshield (en) (1845-1918).